# Pedrouços Atlético Clube
Pedrouços Atlético Clube é um clube de futebol português com sede na freguesia de Pedrouços, Município da Maia, Distrito do Porto. O clube milita atualmente na Série 1 da Divisão de Honra da Associação de Futebol do Porto (5º escalão a nível nacional).

## História
O Pedrouços Atlético Clube foi fundado em 2 de Outubro de 1929 resultando da fusão de dois clubes de bairro locais. 
Uma alfaiataria na freguesia serviu primeiramente como sede do clube: era lá que se realizavam as reuniões e era lá que os atletas se encontravam para lhes ser entregue o equipamento (camisola e calção), enquanto o resto do equipamento eram os próprios que arranjavam, servindo de chuteiras umas velhas botas ou uns velhos sapatos com umas travessas. 
A sede do Pedrouços Atlético Clube passou depois para a Rua Artur Neves; sede que ainda funcionava, mas só como sede social e onde ainda se juntavam em convívio alguns dos sócios mais antigos. A sede administrativa, na Travessa Nova da Giesta, junto ao
campo do clube, foi construída nos anos 1980 pelos sócios, sendo depois reformulada no ano 2001, pela Câmara Municipal da Maia. 
Na época de 1941/42, foi vice-campeão do Campeonato Popular de Futebol, organizado pelo Jornal de Notícias. O equipamento era composto por camisola às listas verticais azuis e vermelhas, os calções brancos; o equipamento alternativo era com as listas na diagonal.

## Estádio
O clube usa o Complexo Municipal de Pedrouços, situado na Travessa Nova da Giesta.

## Feitos
O maior feito do clube foi a conquista do título de campeão da I Divisão distrital da Associação de Futebol do Porto na época de 1985/86. Graças a este feito, o Pedrouços foi a primeira equipa de futebol do concelho da Maia a militar num escalão a nível Nacional. 
Outro grande feito do Pedrouços foi o triunfo na série B da III Divisão Nacional, no ano de 1990/91, e a sua consequente participação na II Divisão Nacional na época de 1991/92. Foi também a primeira equipa da Maia a alcançar a esse escalão.
Na última época a equipa igualou o seu maior feito e sagrou-se campeã da divisão de honra do campeonato distrital do Porto ascendendo assim à 3ª divisão nacional permitindo jogar a taça de Portugal.

### Classificações
| Época | I | II | III | IV | V  | VI | Pts    | J  | V  | E  | D  | GM | GS | +/- | TP       |
| 1990-1991 |   |    |     | 1  |    |    | 50 pts | 34 | 21 | 8  | 5  | 61 | 32 | 32  | 1/32     |
| 1991-1992 |   |    | 18  |    |    |    | 18 pts | 34 | 5  | 8  | 21 | 32 | 70 | -38 | 2ª Elim. |
| 1992-1993 |   |    |     | 10 |    |    | 33 pts | 34 | 14 | 5  | 15 | 56 | 52 | 4   | 1ª Elim. |
| 1993-1994 |   |    |     | 9  |    |    | 36 pts | 34 | 13 | 10 | 11 | 51 | 40 | 11  | 2ª Elim. |
| 1994-1995 |   |    |     | 4  |    |    | 37 pts | 34 | 14 | 9  | 11 | 44 | 43 | 1   | 1ª Elim. |
| 1995-1996 |   |    |     | 11 |    |    | 47 pts | 34 | 13 | 9  | 12 | 64 | 40 | 24  | 2ª Elim. |
| 1996-1997 |   |    |     | 4  |    |    | 55 pts | 34 | 16 | 7  | 11 | 44 | 41 | 3   | 3ª Elim. |
| 1997-1998 |   |    |     | 6  |    |    | 50 pts | 34 | 13 | 11 | 10 | 49 | 46 | 3   | 1ª Elim. |
| 1998-1999 |   |    |     | 11 |    |    | 41 pts | 34 | 11 | 8  | 15 | 54 | 61 | -7  | 2ª Elim. |
| 1999-2000 |   |    |     | 7  |    |    | 51 pts | 34 | 14 | 9  | 11 | 49 | 37 | 12  | 2ª Elim. |
| 2000-2001 |   |    |     | 4  |    |    | 51 pts | 34 | 15 | 6  | 13 | 52 | 49 | 3   | 1ª Elim. |
| 2001-2002 |   |    |     | 12 |    |    | 39 pts | 32 | 11 | 6  | 15 | 36 | 44 | -8  | 2ª Elim. |
| 2002-2003 |   |    |     | 7  |    |    | 49 pts | 34 | 13 | 10 | 11 | 53 | 44 | 9   | 1ª Elim. |
| 2003-2004 |   |    |     | 13 |    |    | 45 pts | 34 | 13 | 6  | 15 | 55 | 56 | -1  | 1/16     |
| 2004-2005 |   |    |     | 16 |    |    | 28 pts | 34 | 5  | 13 | 16 | 34 | 59 | -25 | 1ª Elim. |
| 2005-2006 |   |    |     |    | 12 |    | 41 pts | 34 | 11 | 8  | 15 | 45 | 40 | 5   |          |
| 2006-2007 |   |    |     |    | 5  |    | 53 pts | 34 | 14 | 11 | 9  | 54 | 38 | -16 |          |
| 2007-2008 |   |    |     |    | 12 |    | 43 pts | 34 | 10 | 13 | 11 | 49 | 43 | -6  |          |
| 2008-2009 |   |    |     |    | 1  |    | 81 pts | 38 | 24 | 9  | 5  | 85 | 39 | 46  |          |
| 2009-2010 |   |    |     | 12 |    |    | 11 pts | 22 | 2  | 5  | 15 | 23 | 53 | -30 | 1ª Elim. |
| 2010-2011 |   |    |     |    | 12 |    | 43 pts | 34 | 11 | 10 | 13 | 43 | 41 | 2   |          |
| 2011-2012 |   |    |     |    | 15 |    | 32 pts | 34 | 8  | 8  | 18 | 41 | 64 | -23 |          |
| 2012-2013 |   |    |     |    |    | 6  | 50 pts | 32 | 14 | 8  | 10 | 52 | 50 | 2   |          |
| 2013-2014 |   |    |     |    | 4  |    | 52 pts | 30 | 15 | 7  | 8  | 45 | 30 | 30  |          |
| 2014-2015 |   |    |     |    | 3  |    | 65 pts | 34 | 18 | 11 | 5  | 56 | 36 | 20  |          |
| I - 1.ª Divisão; II - 2.ª Divisão; III - 3.ª Divisão; IV - 4.ª Divisão; V - 5.ª Divisão; Pts - Pontos; J - Jogos; V - Vitórias; E - Empates; D - Derrotas; GM - Golos Marcados; GS - Golos Sofridos; +/- - Diferença de Golos; TP - Taça de Portugal |   |    |     |    |    |    |        |    |    |    |    |    |    |     |          |

## Palmarés
1 AF Porto Divisão de Honra - 2008/09
2 AF Porto 2ª Divisão - 1948/49; 1954/55
3 AF Porto 3ª Divisão - 1945/46; 1960/61; 1972/73